# 海南半鱨
海南半鱨（学名：Hemibagrus hainanensis），又名海南鮠，為輻鰭魚綱鯰形目鱨科的其中一種，為亞熱帶淡水魚類，分布於亞洲中國海南島淡水流域，棲息在底層水域，生活習性不明。
其种加词“hainanensis”意为“海南的”。